# Rajd Świętego Mikołaja
Rajd Świętego Mikołaja – nazwa nadana zaobserwowanej przez inwestorów giełdowych, naukowców i analityków anomalii występującej w okresie pięciu ostatnich dni handlowych rynków akcji w grudniu i dwóch pierwszych w styczniu, w czasie których odnotowywane jest uzyskiwanie przez inwestorów wyraźnie wyższych stóp zwrotu z inwestycji giełdowych niż w pozostałych miesiącach. Anomalia bywa także kojarzona z okresem przedświątecznym poprzedzającym Boże Narodzenie.

## Powstanie terminu
Termin pojawił się w latach 60. XX w. i był stosowany w opiniach krytycznych w stosunku do głoszonej przez amerykańskiego ekonomistę Eugene Fama teorii rynków efektywnych. Teoria ta głosiła, że rynki finansowe są efektywne w stopniu mocnym, co w praktyce oznacza, że stosując w inwestycji zróżnicowane metody analityczne, nie można osiągnąć ponadprzeciętnych stóp zwrotu z danej inwestycji. Zwolennicy tej teorii uważali, że prawdopodobieństwo przewidzenia kursu akcji przez analityka jest takie samo jak przez małpę dokonującą wskazań drogą losową, oraz że na rynku kapitałowym nie istnieją żadne reguły, które pozwalają zapewnić osiągnięcie ponadprzeciętnych stóp zwrotu.
Teoria była poddana krytycznym ocenom, a inwestorzy, naukowcy i analitycy, którym udało się uzyskać według własnej metodologii wyższe stopy zwrotu z inwestycji giełdowych przedstawili argumenty przeczące tej teorii. Wśród przedstawianych argumentów były zaobserwowane anomalie giełdowe. Wśród nich zaobserwowana powtarzalna prawidłowość występowania wzrostu kursów akcji w końcowym okresie roku (w ciągu ostatnich 5 dni handlowych w grudniu i pierwszych 2 dni handlowych w najbliższym styczniu). Krytycy, chcąc ośmieszyć teorie Fama, nazwali tę anomalię Rajdem Świętego Mikołaja, co miało sugerować, że to Święty Mikołaj przynosi prezenty w postaci ponadprzeciętnych stóp zwrotu.
Sama anomalia została po raz pierwszy odnotowana w 1835 w Wielkiej Brytanii, po tym jak Boże Narodzenie ustanowiono dniem wolnym od pracy. Taką samą obserwację poczyniono w Stanach Zjednoczonych około 1870. Tam także po wprowadzeniu w Boże Narodzenie dnia wolnego odnotowano ponadstandardowe wzrosty cen akcji w okresie ostatnich pięciu handlowych dni roku i dwóch pierwszych dni handlowych po Nowym Roku. Anomalię podkreśla fakt, że na New York Stock Exchange grudzień nie jest najlepszym miesiącem roku i statystycznie nie wyróżnia się wśród innych miesięcy, a największe wzrosty na Wall Street najczęściej odnotowywane są w lipcu. Wyniki giełdowe w dniach zaraz po świętach i w dwa dni po Nowym Roku kontrastują z wynikami w okresie przedświątecznym.

## Przyczyny anomalii
Do przyczyn, które mogą uzasadniać występowanie „rajdu Świętego Mikołaja” można zaliczyć:
1. działania zarządzających funduszami inwestycyjnymi, którzy – ze względu na motywujący ich system premiowy wynagrodzeń – starają się wykazać jak najlepsze wyniki zarządzanych funduszy na koniec roku kalendarzowego,
2. przyczyny podatkowe: w Polsce związane z działaniami inwestorów starających się wykorzystać dostępne limity w ramach kont IKZE i IKE, a w USA związane z wykorzystywaniem limitów inwestycyjnych dotyczących programów inwestycyjnych,
3. system premiowy w przedsiębiorstwach, które wypłacają pracownikom premie roczne w postaci akcji spółki,
4. świąteczny optymizm u inwestorów.

## W Polsce
Polski rynek kapitałowy także odnotowuje wyraźny wpływ opisywanej anomalii na wyniki zwrotu z inwestycji giełdowych. Stopy zwrotu osiągane w ostatnim miesiącu roku są opisywane jako wyższe. Anomalia bywa kojarzona z okresem przedświątecznym poprzedzającym Boże Narodzenie. Inne opinie analityków giełdowych wskazują jednak, że anomalia rozumiana jako okres wzrostów stóp zwrotu z inwestycji w okresie poświątecznym przynosiła średnio 2,5% wzrostu indeksu WIG, co stanowi trzy czwarte średniej zwyżki tego indeksu w całym miesiącu. Analitycy odnotowują, że w okresie od 1993 do 2013 tylko 4 razy nie odnotowano wzrostów w okresie poświątecznym, podczas gdy w tych samych latach aż 9-krotnie spadki na giełdzie wystąpiły na przestrzeni całego miesiąca grudnia.